# アレクサンドル・パブロフ (レスリング選手)
アレクサンドル・パブロフ（Aleksandr Pavlov、1973年7月9日 - ）は、ベラルーシのレスリング選手。1996年アトランタオリンピックレスリンググレコローマンスタイル48kg級の銀メダリストである。
1996年アトランタオリンピックでは、ベネズエラのホセ・オチョア、北朝鮮のカン・ヨンギュン、準決勝ではキューバのウィルバー・サンチェスを下し決勝に進出。決勝では韓国の沈権虎に敗れたものの銀メダルを獲得した。

## 実績
- オリンピック
  - 1996年アトランタオリンピック　銀メダル
- 世界選手権
  - 2位　1994年